# 联合乡 (冕宁县)
联合乡，是中华人民共和国四川省凉山彝族自治州冕宁县曾经下辖的一个乡。2019年12月，撤销联合乡，所属行政区域划归磨房沟镇管辖。

## 行政区划
联合乡撤銷前下辖以下地区：
庄子村、核桃村、木耳村和大川毫村。